# Gare de Vinaròs
La gare de Vinaròs est une gare ferroviaire espagnole de la Ligne 7 (Regional País Valencià) de Media Distancia Renfe dans le Pays valencien. Elle est située sur la ligne du Corridor Méditerranéen sur le territoire la commune de Vinaròs à l'ouest du centre urbain, dans la comarque du Baix Maestrat. En plus des trains régionaux, s'y arrêtent également une grande partie des trains à Longue Distance (en catalan : Llarg Recorregut) qui traversent cette gare comme le Talgo ou Alaris.
Vinaròs est la dernière gare de Catalogne, à partir de laquelle la ligne régionale Valence-Barcelone de la L7 appartient à la R16 car en Catalogne, on utilise une nomenclature différente de celle de la Communauté valencienne.

## Situation ferroviaire
Établie à 20,5 mètres d'altitude, la gare de Vinaròs est située au point kilométrique (PK) 146,8 de la ligne d'Almansa à Tarragone (voie large), dans sa section entre Valence et Tarragone.

## Histoire
Benicarló-Peníscola est inaugurée le 12 mars 1865, lors de l'ouverture à l'exploitation de la section Benicasim-Ulldecona de la ligne qui devait unir Valence à Tarragone. Les travaux ont été à la charge de la Sociedad de los Ferrocarriles de Almansa a Valencia y Tarragona ou AVT qui préalablement et sous d'autres noms, avait réussi à unir Valence à Almansa. En 1889, la mort de José Campo Pérez principal animateur de la compagnie déboucha sur une fusion avec Norte. 
En 1941, après la nationalisation des chemins de fer en Espagne, la gare a été gérée par la RENFE nouvellement créée. 

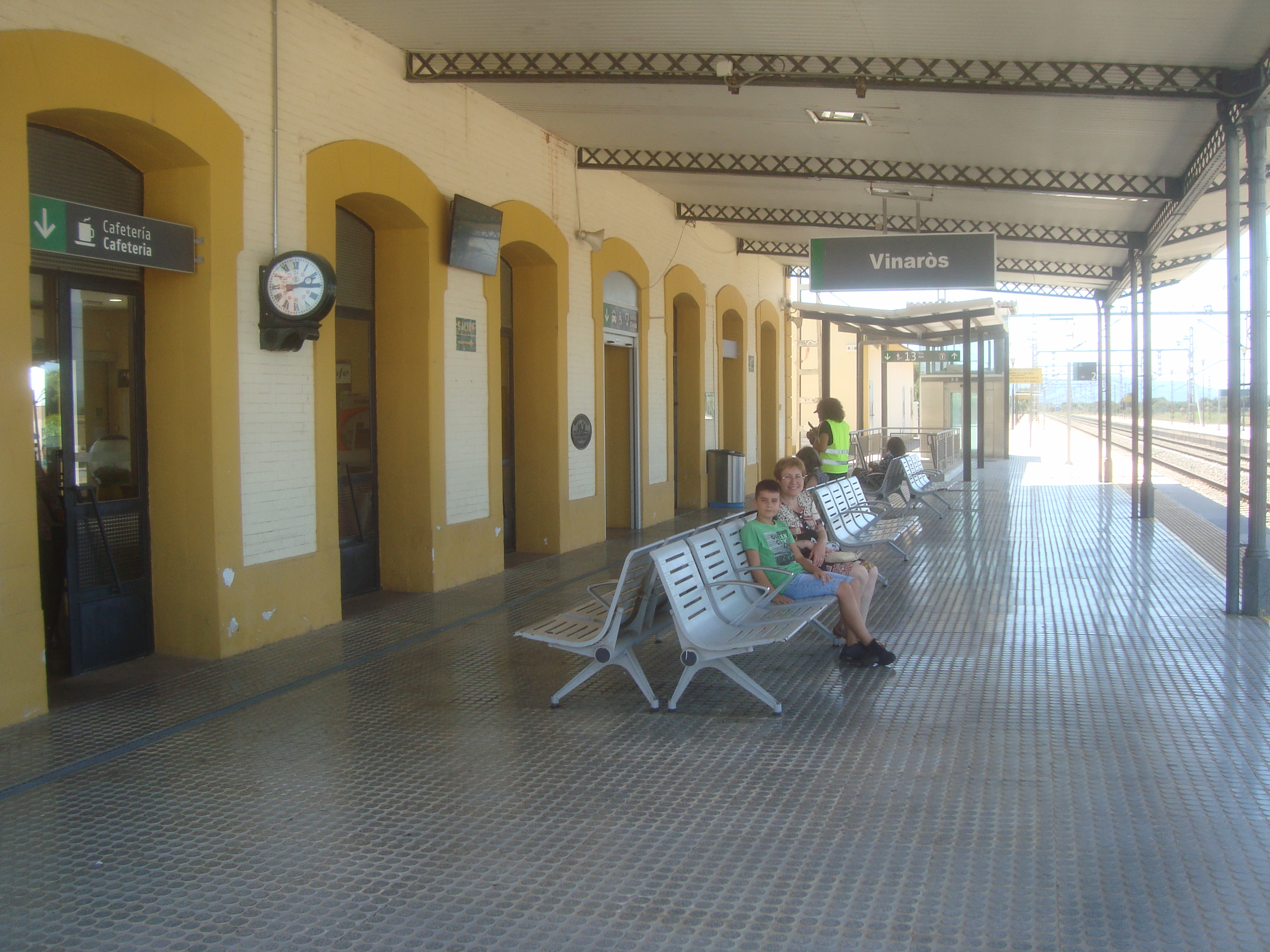
Gare ferroviaire de Vinaròs.

Depuis le 31 décembre 2004, la Renfe exploite la ligne tandis que Adif est la titulaire des installations ferroviaires.

### Intermodalité

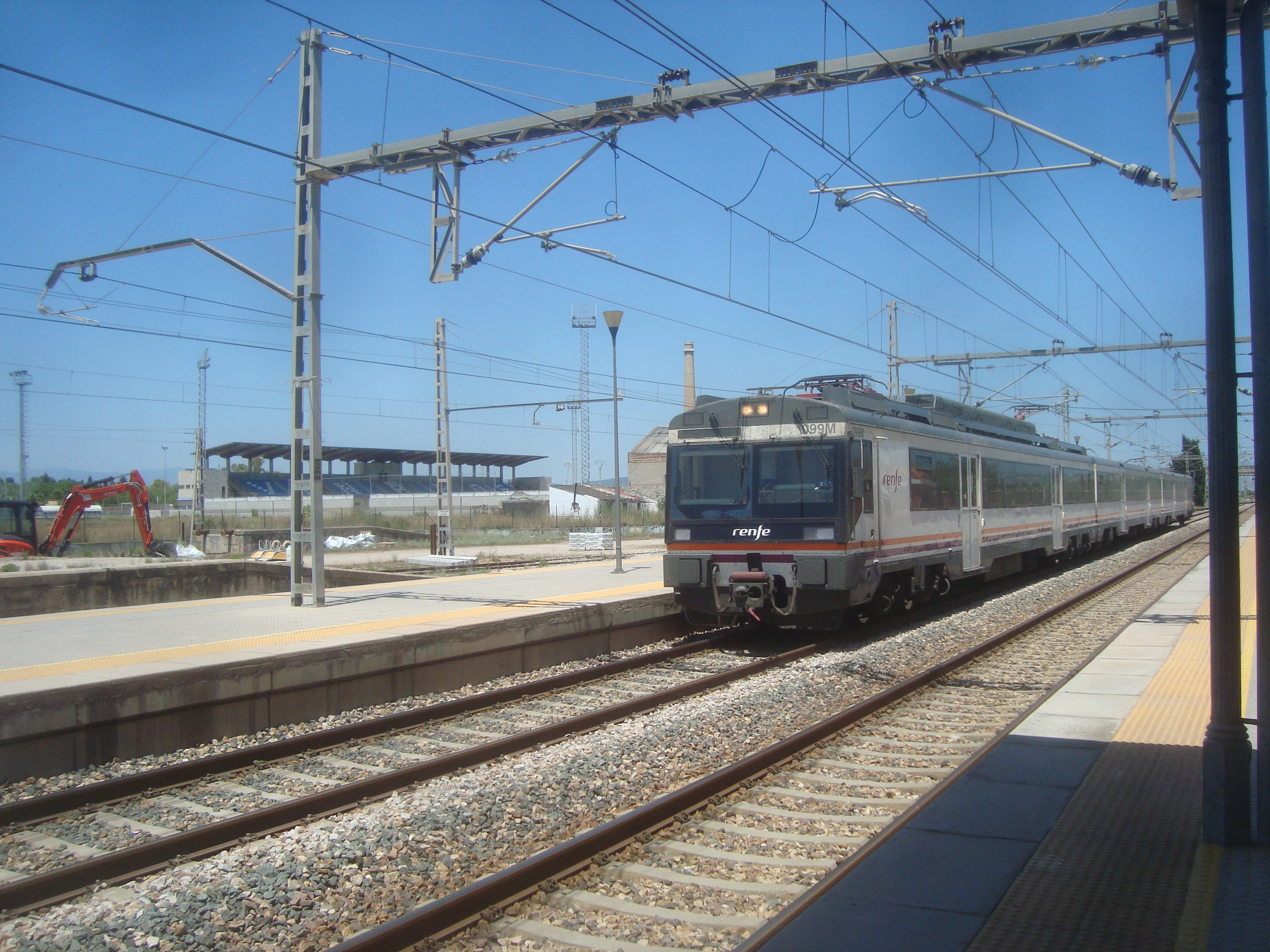
Gare de Vinaròs.

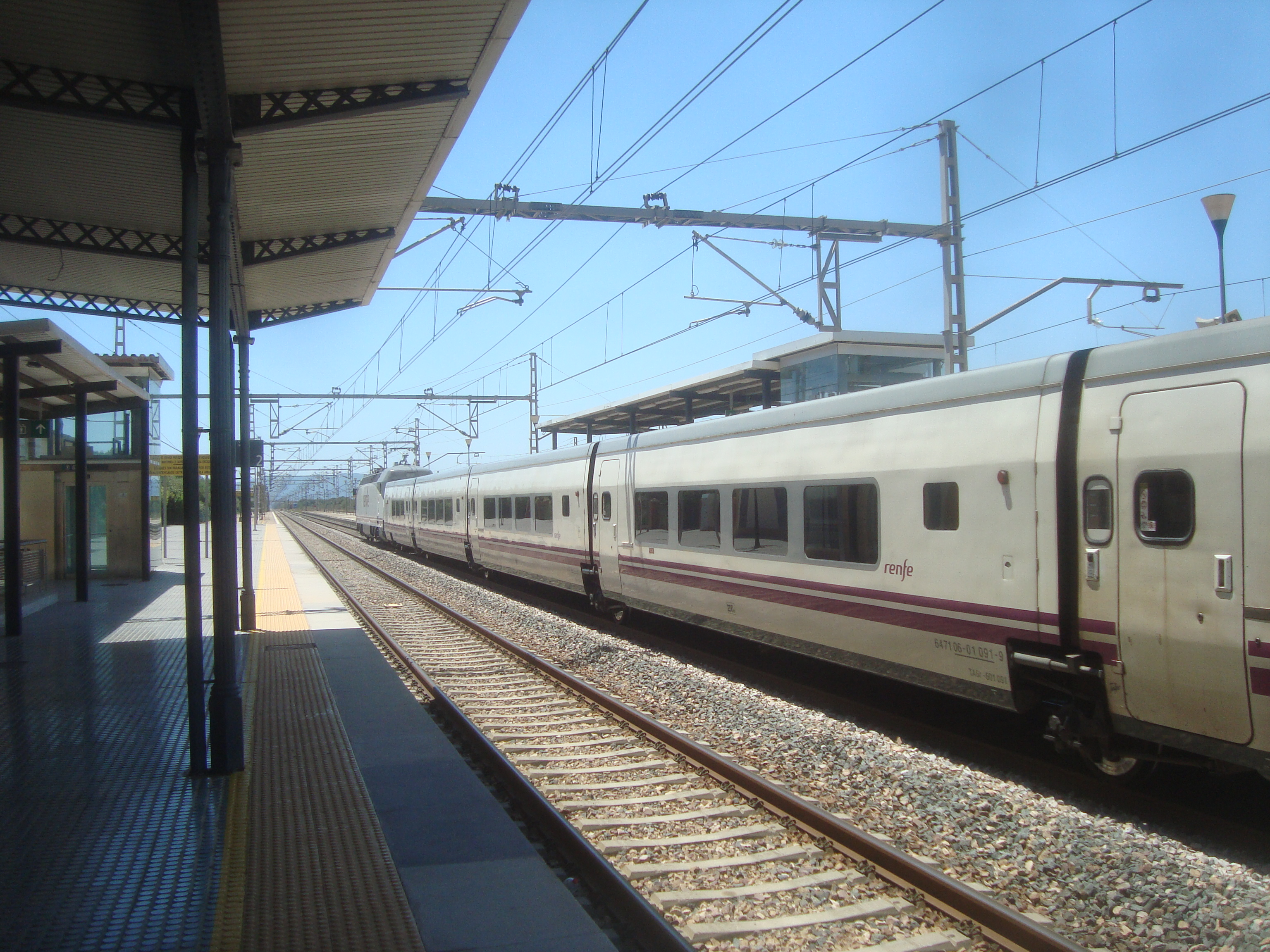
Gare de Vinaròs.